# Anderstorp
Anderstorp est une localité suédoise située dans le comté de Jönköping.

## Scandinavian Raceway
La ville abrite la Scandinavian Raceway sur le circuit de circuit de Scandinavie,.